# Peter Kažimír

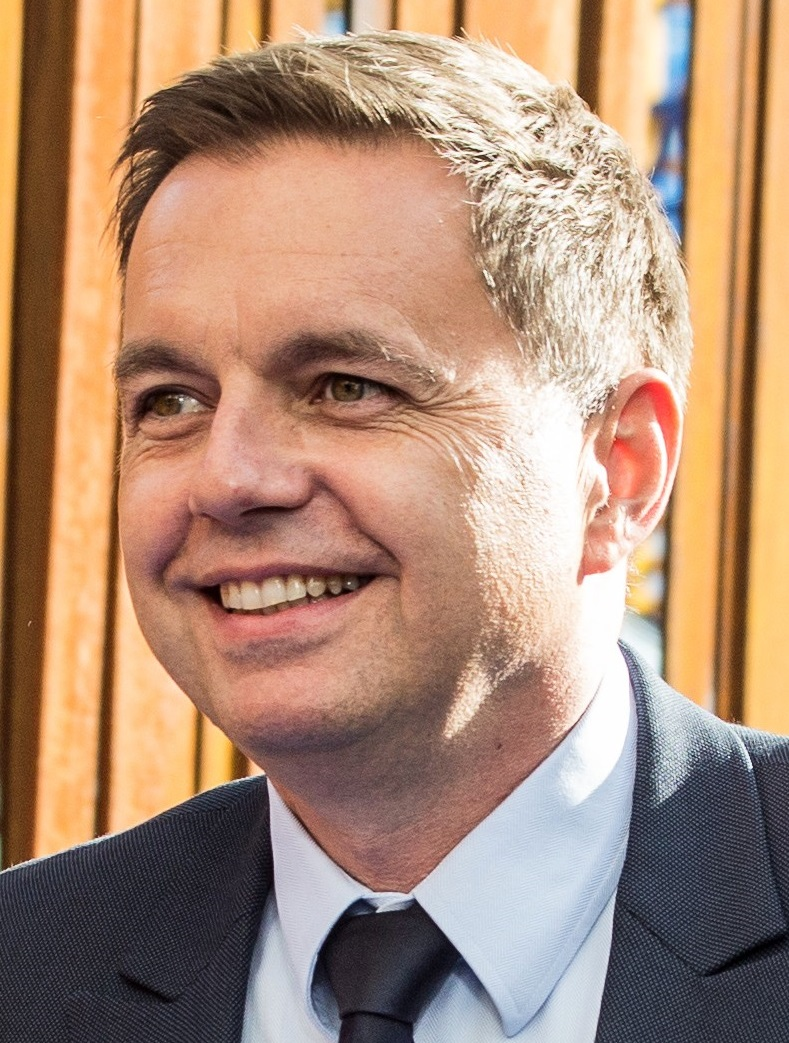
Peter Kažimír (2017)

Peter Kažimír (* 28. Juni 1968 in Košice) ist ein slowakischer Politiker. Seit dem 1. Juni 2019 ist er Gouverneur der Nationalbank der Slowakei.
Kažimír studierte an der Fakultät für internationale Beziehungen der Wirtschaftsuniversität Bratislava. Er arbeitete in den Jahren 1993 bis 2006 in verschiedenen Positionen in Privatfirmen in der Slowakei und Tschechien. Bei den Parlamentswahlen 2006, 2010 und 2012 kam er als Abgeordneter in den Nationalrat.
Zu Zeiten der ersten Fico-Regierung war er Staatssekretär am slowakischen Finanzministerium. Er ist auch ist der stellvertretende Vorsitzende der SMER sowie Vize-Premierminister und Minister für Finanzen der zweiten Fico-Regierung, die nach den Wahlen von 2012 am 4. April 2012 gebildet wurde.
Seit dem 1. Juni 2019 ist er Gouverneur der Nationalbank der Slowakei und damit Teil des wichtigsten Zinssetzungsgremium der Europäischen Zentralbank. 

Im April 2023 wurde Kažimír wegen Bestechung zu einer Geldstrafe in Höhe von 100.000 Euro verurteilt.